# Níkos Zachariádis
Níkos Zachariádis (grec moderne : Νίκος Ζαχαριάδης), né le 27 avril 1903 à Andrinople (auj. Edirne, appartenant alors à l'Empire ottoman) et mort le 1er août 1973, à Sourgout, en Sibérie (Union soviétique), a été le Secrétaire général du Parti communiste de Grèce (KKE) de 1931 à 1956.

## Biographie
Son père a été employé à la manufacture des tabacs de l'Empire ottoman. Très jeune, il travaille comme marin sur la mer Noire où il subit l'influence de la révolution bolchévique. Il étudie à l'École internationale Lénine, puis à l'Université communiste des travailleurs d'Orient (KUTV) à Moscou.
En 1923, il est envoyé en Grèce pour organiser la Ligue de la jeunesse communiste (OKNE). Emprisonné, il se réfugie en Union soviétique. En 1931, il retourne en Grèce pour rétablir l'ordre dans le KKE alors divisé en multiples factions et la même année (d'autres historiens penchent plutôt pour 1935), il est désigné, sous la pression de Joseph Staline et du Komintern, Secrétaire général du KKE.
En août 1936, il est arrêté par le service de Sécurité du régime de Ioánnis Metaxás. De sa prison, il publie une lettre exhortant tous les Grecs à résister à l'invasion italienne d'octobre 1940 et à s'unir contre les régimes fascistes. Selon le KKE, cette lettre serait un faux fabriqué par le régime de Metaxás. Pour d'autres, Zachariadis l'aurait écrite pour gagner la faveur de Konstantinos Maniadakis, le chef du service de sécurité et obtenir ainsi sa libération.
Dans une seconde lettre publiée le 16 novembre 1940, Zachariadis accuse l'armée grecque de mener une guerre impérialiste et fasciste et demande à l'URSS d'agir contre le régime de Metaxás. En janvier 1941, Zachariadis réitère cette position et appelle à la sécession de la Macédoine grecque.
Le KKE change radicalement de position après l'invasion de l'URSS par l'Allemagne le 22 juin 1941 et demande à la population de résister aux envahisseurs fascistes et nazis. Le KKE crée le Front de libération nationale (EAM) et sa branche armée l'Armée populaire de libération (ELAS).
Zachariadis est arrêté par les Allemands en 1941 et déporté au camp de concentration de Dachau. Il en est libéré en mai 1945 et retourne en Grèce où il reprend la direction du KKE à Georgios Siantos qui en assurait l'intérim depuis janvier 1942.
De son retour de déportation à 1949, il anime la lutte armée pour installer une République socialiste populaire en Grèce. Mais la Grèce fait partie de la zone d'influence britannique en vertu des accords de Yalta et Potsdam. Les soviétiques ne bougent pas et les milices communistes sont finalement défaites. Les dirigeants du KKE sont réduits à l'exil à Tachkent.
À la mort de Staline, Zachariadis tombe en disgrâce aux yeux des nouveaux dirigeants de l'URSS malgré le soutien que lui apportent les membres de son propre parti. En mai 1956 se tient la 6e Assemblée générale du KKE au cours de laquelle il est écarté du secrétariat général sur la pression du Parti communiste de l'Union soviétique. Il est même exclu du KKE l'année suivante comme un grand nombre de ses partisans.
Zachariadis passe le reste de sa vie en exil en Sibérie, d'abord en Yakoutie et plus tard à Sourgout. En 1962, désespéré par les pénibles conditions de son exil, il réussit à se rendre à l'ambassade grecque de Moscou où il demande à être rapatrié, acceptant d'être jugé pour ses actes passés. À sa sortie de l'ambassade, il est immédiatement arrêté par la police soviétique et ramené à Sourgout. Selon le KGB, il se serait suicidé en 1973. Selon d'autres sources, il aurait été exécuté. Les dossiers d'archives concernant sa mort restent secrets à ce jour.
En décembre 1991, son corps a été rapatrié en Grèce.